# Jean-Marc Zelwer
Jean-Marc Zelwer (Frankrijk), is een componist en muzikale duizendpoot die met zijn Muziektheater (kunstvorm)gezelschap "La Kumpania Zelwer" muziek brengt, meestal in een theatrale verpakking. De groep experimenteert met commedia dell'arte, volkse muziek, spitsvondige elektronica en kritische kitsch, en wordt in de media doorgaans als virtuoos gekwalificeerd.
Onder leiding van multi-instrumentalist Jean-Marc Zelwer heeft deze groep sinds de jaren 90 in Frankrijk en België een patent op een concertgebeuren dat balanceert tussen muziek en theater, dat op imaginaire wijze de wereld van zigeuners, trekkers, schooiers en muzikanten oproept. Zelwer speelt instrumenten uit alle hoeken van de wereld: harmonica, harp, Indische santours, fluit, accordeon, klarinet en Zweedse lier. Zijn groepscollega, de zangeres Francesca Lattuada zingt in het Hebreeuws, Italiaans, Russisch, Corsicaans en Jiddisch. De violist, cellist en tubaspeler wagen zich net zo goed aan een flessofoon, een wasbord, een contrabasfles als een menselijk orgel.
Jean-Marc Zelwer was van kindsbeen af gefascineerd door de oosterse leefwereld en haar muziektradities. Hij vindt zijn muzikale inspiratie ook in Joodse huwelijksfeesten, kermisattracties, jazzclubs uit de jaren 30 en de cinema ten tijde van het expressionisme. De muziek van Zelwer slaat ook een brug naar de oriëntaalse wereld van de messenwerper, de buikdanseres, de straatmuzikant en de wilde zigeunerfeesten.

## Discografie
- Daïssa, 2003
- La tribu Iota, 2001
- Zirkus primitif opera, 1996
- Les dieux sont fachés, 1995
- La fiance' aux yeux de bois, 1988
- Le bal dans un couloir de fer, 1987.